# Вилейка (Сосновский район)
Вилейка — деревня в Сосновском районе Нижегородской области России. Входит в состав Рожковского сельсовета.

## География
Деревня находится на юго-западе центральной части Нижегородской области, в зоне хвойно-широколиственных лесов, при автодороге 22Н-4010, на расстоянии приблизительно 25 километров (по прямой) к юго-западу от Сосновского, административного центра района. Абсолютная высота — 147 метров над уровнем моря.
Климат
Климат характеризуется как умеренно континентальный, с тёплым летом и холодной снежной зимой. Среднегодовая температура — 4 °C. Средняя температура воздуха самого тёплого месяца (июля) — 18,7 °C; самого холодного (января) — −11,4 °C. Среднегодовое количество атмосферных осадков составляет около 507 мм.
Часовой пояс
Деревня Вилейка, как и вся Нижегородская область, находится в часовой зоне МСК (московское время). Смещение применяемого времени относительно UTC составляет +3:00.

## Население
1. Н/Д[7]

Национальный состав
Согласно результатам переписи 2002 года, в национальной структуре населения русские составляли 96 %.